# 國王購物中心
国王购物中心是漢默史密斯-富勒姆區漢默史密斯的一座购物商场。坐落于国王街。

## 历史
国王购物中心建于1979年。商場上盖有住宅公寓。
該商场有多家連鎖店在此设店，包括位于1号铺位的普利马克。森寶利自2005年起在2-3号铺位开业，该铺位之前由另一家超市Safeway租用。
該中心现正动用數百萬英鎊的改造，并在持续中。
2020年1月，英格卡收购了该購物中心，並將其更名為Livat Hammersmith。